# ديتير بورشا
ديتير بورشا (بالألمانية: Dieter Borsche)‏ (و. 1909 – 1982 م) هو ممثل مسرحي، وممثل أفلام ألماني، ولد في هانوفر، توفي في نورنبرغ، عن عمر يناهز 73 عاماً.

## جوائز
حصل على جوائز منها:

وسام الصليب من رتبة استحقاق من جمهورية ألمانيا الاتحادية

## وصلات خارجية
- ديتير بورشا على موقع IMDb (الإنجليزية)
- ديتير بورشا على موقع روتن توميتوز (الإنجليزية)
- ديتير بورشا على موقع مونزينجر (الألمانية)
- ديتير بورشا على موقع ألو سيني (الفرنسية)
- ديتير بورشا على موقع ميوزك برينز (الإنجليزية)
- ديتير بورشا على موقع أول موفي (الإنجليزية)
- ديتير بورشا على موقع قاعدة بيانات الأفلام السويدية (السويدية)
- ديتير بورشا على موقع ديسكوغز (الإنجليزية)
- ديتير بورشا على موقع قاعدة بيانات الفيلم (الإنجليزية)
- ديتير بورشا على موقع كينوبويسك (الروسية)